# Communauté de communes du Pays de Vernoux
Die Communauté de communes du Pays de Vernoux ist ein ehemaliger französischer Gemeindeverband mit Rechtsform einer Communauté de communes im Département Ardèche, der den Ort Vernoux-en-Vivarais und sein Umland umfasste. Er lag im nördlichen Teil des Départements etwa 20 km westlich von Valence. Der Ende 2009 gegründete Gemeindeverband bestand aus sieben Gemeinden auf einer Fläche von 122,5 km2.

## Aufgaben
Zu den vorgeschriebenen Kompetenzen gehörten die Entwicklung und Förderung wirtschaftlicher Aktivitäten und der Tourismus. Als kommunalen Infrastruktur betrieb der Gemeindeverband die Straßenmeisterei, die Abwasserentsorgung und die Müllentsorgung. Zusätzlich baute und unterhielt der Verband Sporteinrichtungen und förderte Veranstaltungen in diesem Bereich.

## Historische Entwicklung
Mit Wirkung vom 1. Januar 2017 fusionierte der Gemeindeverband mit der Communauté d’agglomération Privas Centre Ardèche (vor 2017) und bildete so eine Nachfolgeorganisation mit dem identen Namen Communauté d’agglomération Privas Centre Ardèche. Trotz der Namensgleichheit handelte es sich um eine Neugründung mit anderer Rechtspersönlichkeit.

## Ehemalige Mitgliedsgemeinden
Folgende sieben Gemeinden gehören der Communauté de communes du Pays de Vernoux an:
| Gemeinde                  | Einwohner 1. Januar 2022 | Fläche km² | Dichte Einw./km² | Code INSEE | Postleitzahl |
| ------------------------- | ------------------------ | ---------- | ---------------- | ---------- | ------------ |
| Châteauneuf-de-Vernoux    | 278                      | 6,1        | 46               | 07060      | 07240        |
| Gilhac-et-Bruzac          | 174                      | 30,9       | 6                | 07094      | 07800        |
| Saint-Apollinaire-de-Rias | 199                      | 8,3        | 24               | 07214      | 07240        |
| Saint-Jean-Chambre        | 252                      | 15,3       | 16               | 07244      | 07240        |
| Saint-Julien-le-Roux      | 125                      | 8,6        | 15               | 07257      | 07240        |
| Silhac                    | 399                      | 22,7       | 18               | 07314      | 07240        |
| Vernoux-en-Vivarais       | 1.985                    | 30,6       | 65               | 07338      | 07240        |